# District de Duanzhou
Le district de Duanzhou (端州区 ; pinyin : Duānzhōu Qū) est une subdivision administrative de la province du Guangdong en Chine. Il est placé sous la juridiction de la ville-préfecture de Zhaoqing.